# Jトラスト
Jトラスト株式会社（ジェイトラスト、英: J Trust Co., Ltd.）は、東京都渋谷区に本社を置き、主にアジア圏を中心とした銀行業、保証事業、ファイナンス事業を行うグループ企業の持株会社。アジア諸国で銀行の買収や再生を行い、韓国やインドネシアでは銀行経営なども行っている。

## 沿革
- 1977年3月 - 株式会社一光商事を設立、中小企業及び個人事業主向けの商業手形割引及び手形貸付等の金融事業を開始[1]。
- 1991年3月 - 株式会社イッコーに商号変更。
- 1998年9月 - 大阪証券取引所市場2部に上場。
- 2005年
  - 1月 - 全国保証株式会社の子会社になる。
  - 10月 - 西京銀行と業務提携し、保証業務を開始。その後各金融機関と保証業務を拡充。
- 2006年10月 - プライバシーマークの認証を取得。
- 2008年
  - 3月 - 藤澤信義が全国保証よりイッコー株を買収し、以後藤澤信義が筆頭株主となる。
  - 8月 - かざか債権回収株式会社（現・パルティール債権回収） の全株式を取得
- 2009年
  - 3月 - 阪急電鉄より、株式会社ステーションファイナンス（Jトラストフィナンシャルサービスへ商号変更後、ロプロに吸収合併）の全株式を取得。
  - 5月 - システムサポート会社Jトラストシステム株式会社を設立。
  - 7月 - Jトラスト株式会社に商号変更。
  - 12月 - ロプロの経営再建支援に係るスポンサー契約締結。
- 2010年
  - 5月 - Jトラストの貸金業務部門を、Jトラストフィナンシャルサービス株式会社（現・日本保証）へ分離し貸金業を廃業。持株会社となる。
  - 9月 - ロプロの更生手続が終了し、同社を子会社化。本社機能を大阪市中央区北浜から京都市下京区へ移転（登記上の本店は大阪）。
  - 12月 - ロプロがJトラストフィナンシャルサービスを吸収合併。
- 2011年
  - 1月 - 本社機能を京都市下京区から東京都港区虎ノ門へ移転。
  - 2月 - 信用保証業務拡充のため、株式会社日本保証を設立。
  - 4月 - 韓国内の個人向けローン会社ネオラインクレジット貸付株式会社の全株式を取得。
  - 6月29日 - 登記上の本店を大阪市中央区北浜から東京都港区虎ノ門（本社所在地）に移転。
  - 8月 - 楽天よりKCカード株式会社（旧・楽天KC）の株式を取得し、連結子会社とする。
- 2012年
  - 3月 - 連結子会社であるロプロが、武富士より消費者金融事業を承継。
  - 4月 - 株式会社ネクストジャパンホールディングスとの株式交換により、同社を完全子会社化とする。
  - 6月 - 関連会社としていたアドアーズ株式会社を連結子会社とする。
  - 7月 - 
    - 株式会社ネクストジャパンホールディングスを吸収合併。
    - JTインベストメント株式会社（旧・ネオラインホールディングス）の全株式を取得し、連結子会社化。

  - 9月 - 子会社のロプロを存続会社とし、日本保証を吸収合併した上で、ロプロの社名を日本保証に変更。
  - 10月 - 韓国において貯蓄銀行認可を受け、親愛貯蓄銀行株式会社が営業開始。
- 2013年
  - 7月16日 - 大阪証券取引所と東京証券取引所の現物株市場統合に伴い、東京証券取引所市場2部に上場。
  - 10月 - 東南アジア進出を目的として、シンガポールにJTRUST ASIA PTE.LTD.を設立
- 2014年
  - 1月27日 - 西京カード株式会社の株式を西京銀行に譲渡。
  - 2月12日 - ハイキャピタル貸付株式会社を子会社化。
  - 2月14日 - ケージェイアイ貸付金融有限会社を子会社化。
  - 3月26日 - 株式会社NUCSを子会社化。
  - 11月5日 - 子会社のアドアーズが株式会社日本介護福祉グループを子会社化[2]。
  - 11月20日 - インドネシアの銀行であるPT Bank Mutiara Tbk.の株式99％を取得し子会社化[3]。
  - 12月19日 - 株式会社エーエーディの全株式を健康コーポレーションに譲渡。
  - 12月22日 - JTインベストメントの清算結了[4]。
- 2015年
  - 1月5日 - KCカードの事業を、会社分割によりワイジェイカード株式会社に移管した上で、同社株式をヤフー及びソフトバンク・ペイメント・サービス（現・SBペイメントサービス）に譲渡[5]。KCカードはNUCSの事業の一部を会社分割により承継し、Jトラストカード株式会社に商号変更[6]。
  - 1月19日 - 株式会社韓国スタンダードチャータード貯蓄銀行の全株式を取得し子会社化し、JT貯蓄銀行株式会社に商号変更[7][8]。
  - 3月30日 - 韓国スタンダードチャータードキャピタル株式会社の全株式を取得し子会社化し、JTキャピタル株式会社に商号変更[9]
  - 4月1日 - クレディアの株式を売却[10]。売却先は非公開。
  - 4月27日 - ケージェイアイ貸付金融有限会社をティーエー資産管理貸付有限会社に商号変更。
  - 5月29日 - Jトラストカード株式会社を完全子会社化[11]。
  - 6月23日 - インドネシアの銀行子会社であるPT Bank Mutiara Tbk.をPT Bank JTrust Indonesia Tbk.に商号変更[12]。
  - 7月6日 - 韓国の貯蓄銀行子会社である親愛貯蓄銀行株式会社をJT親愛貯蓄銀行株式会社に商号変更[13]。
  - 8月11日 - 子会社のアドアーズ（現・KeyHolder）が日本介護福祉グループの全株式を売却[14]。
  - 10月15日 - 韓国の子会社であるネオラインクレジット貸付株式会社及びハイキャピタル貸付株式会社の全株式を株式会社MEDSホールディングスに売却[15][16]。
- 2017年10月1日 - 子会社のアドアーズが、不動産事業・店舗サブリース事業及び管理部門以外の全事業をアドアーズ分割準備株式会社に会社分割。アドアーズは株式会社KeyHolderに、アドアーズ分割準備株式会社がアドアーズ株式会社（2代）に、それぞれ商号変更[17]。
- 2018年3月26日 - 子会社のKeyHolderが、アドアーズ（2代）の全株式を売却[18]。
- 2020年
  - 11月1日 - 連結子会社のJトラストカード（現・Nexus Card 株式会社）がSAMURAI&J PARTNERS株式会社（現・Nexus Bank）を株式交換完全親会社、Jトラストカードを株式交換完全子会社とする株式交換を実施。これにより、Jトラストカード及び同社の100％子会社であるJT親愛貯蓄銀行は、SAMURAI&J PARTNERS株式会社の完全子会社となる[19]。
  - 11月19日 - 株式会社プロスペクトから株式会社プロスペクト・エナジー・マネジメント（現・日本ファンディング）の全株式を取得し、連結子会社化[20][21]。
  - 12月1日 - 連結子会社のプロスペクト・エナジー・マネジメントが、グローム・ホールディングス株式会社より株式会社LCレンディングの全株式を取得[22]。
  - 12月23日 - 連結子会社のKeyHolderの株式の一部を第三者へ譲渡。これにより当社のKeyHolderに対する支配力が低下し、同社及びその子会社は当社の子会社ではなく、持分法適用関連会社となる[23]。
- 2021年
  - 3月31日 - 連結子会社のJT貯蓄銀行株式会社の全株式を韓国のVI金融投資株式会社に譲渡する予定[24]だったが、VI金融投資株式会社が契約履行期限までに韓国金融委員会の承認を取り付けることができず、株式譲渡契約を解除し株式譲渡を中止した[25]。
  - 8月31日 - JTキャピタル株式会社の全株式を韓国のVI金融投資株式会社に譲渡[26]。
- 2022年
  - 2月15日 - LCレンディングの解散を決議[27]。
  - 3月31日 - エイチ・エス証券株式会社（現：Jトラストグローバル証券株式会社）の全株式をHSホールディングス株式会社から譲受し完全子会社化[28][29]。Jトラストシステム株式会社の解散を決議[30]。
  - 4月1日 - Nexus Bank株式会社を株式交換により完全子会社化。Nexus Card（旧・Jトラストカード）及びJT親愛貯蓄銀行も再び子会社となる[31][32]。
  - 4月25日 - 本社機能を東京都港区虎ノ門から東京都港区赤坂へ移転[33]。
  - 12月12日 - 本社機能を東京都港区赤坂から東京都渋谷区恵比寿へ移転。本店を東京都港区虎ノ門から東京都港区南麻布へ移転[34]。
- 2023年
  - 2月1日 - 株式会社ミライノベートを吸収合併[35]。
  - 10月2日 - MIRAI（旧・西京カード）を完全子会社化。

## 子会社

### 日本
- 株式会社日本保証（貸金業、保証事業）
- パルティール債権回収株式会社（債権回収業）
- 日本ファンディング株式会社（金融二種業・システム開発販売）
- Jトラストグローバル証券株式会社（証券業）
- Nexus Card 株式会社（貸金業）（旧・KCカード株式会社→Jトラストカード株式会社）
- MIRAI株式会社（貸金業、旧・西京カード株式会社）

### 韓国
- JT貯蓄銀行株式会社 （銀行業）
- JT親愛貯蓄銀行株式会社 （銀行業）
- TA資産管理株式会社（サービサー業）

### シンガポール
- JTRUST ASIA PTE.LTD.（投資業）

### インドネシア
- PT Bank JTrust Indonesia Tbk.（銀行業）
- PT JTRUST INVESTMENTS INDONESIA（持株会社、不動産関連事業）

## かつての子会社
- PayPayカード株式会社（貸金業）
- 株式会社エーエーディ（印刷業）
- JTインベストメント株式会社（投資業）
- 株式会社クレディア（貸金業）
- 株式会社日本介護福祉グループ（介護施設運営業）
- アドアーズ株式会社（アミューズメント業）
- ネオラインクレジット貸付株式会社（韓国、サービサー業）
- ハイキャピタル貸付株式会社（韓国、サービサー業）
- 株式会社KeyHolder（持株会社）
  - キーノート株式会社（不動産業）
- JTキャピタル株式会社（韓国、リース業）
- Jトラストシステム株式会社（システム）